# Söchtenau
Söchtenau település Németországban, azon belül Bajorországban. Lakosainak száma 2754 fő (2023. december 31.). Söchtenau Vogtareuth, Prutting, Bad Endorf és Halfing községekkel határos.

## Népesség
A település népessége az elmúlt években az alábbi módon változott:
| Lakosok száma | 913  | 1804 | 1769 | 2039 | 2590 | 2619 | 2659 | 2639 | 2696 | 2754 |
|               | 1875 | 1950 | 1975 | 1987 | 2012 | 2014 | 2016 | 2017 | 2021 | 2023 |